# レンティアーイ
レンティアーイ（伊: Lentiai）は、イタリア共和国ヴェネト州ベッルーノ県に存在した基礎自治体（コムーネ）。
2019年1月30日にメル、トリキアーナと合併してボルゴ・ヴァルベッルーナの一部となった。

## 地理

### 位置・広がり

#### 隣接コムーネ
コムーネとしてのレンティアーイは、以下のコムーネと隣接していた。括弧内のTVはトレヴィーゾ県所属を示す。
- チェジオマッジョーレ
- フェルトレ
- メル
- サンタ・ジュスティーナ
- ヴァルドッビアーデネ (TV)
- ヴァス

## 行政

### 分離集落
レンティアーイには、以下の分離集落（フラツィオーネ）があった。
- Ronchena, Villapiana, Cesana, Colderù, Marziai, Stabie, Canai